# Divizia Tudor Vladimirescu
Divizia „Tudor Vladimirescu” a fost una din cele două divizii (cealaltă fiind „Divizia Horia, Cloșca și Crișan”) de voluntari români constituită în U.R.S.S. la data de 15 octombrie 1943 , în principal din prizonieri de război români, care aveau de ales între a fi prizonieri în Gulag sau să treacă de partea Aliaților (crimă de înaltă trădare pe timp de război, dar tuturor li se prezenta regimul Antonescu ca fiind nelegitim, și viitorul României ca fiind printre Aliați).

## Istorie
Divizia a fost constituită din inițiativa lui Iosif Visarionovici Stalin, de drept ca o parte a armatei române, dar de fapt ca o parte a armatei sovietice, o unealtă de propagandă și de pregătire a instaurării comunismului în România. Avea drept comandant pe col. Nicolae Cambrea, ca șef de stat major pe lt.-col. Iacob Teclu și ca adjunct politic pe col. Mircea Haupt. Încă de la constituire divizia făcea parte din sistemul sovietic militar și doar după instaurarea deplină a comunismului în România devine parte a sistemului militar românesc, aducându-și din plin contribuția la comunizarea sistemului militar românesc. A participat ca parte a armatei sovietice la luptele din Transilvania, ajungând până în munții Tatra.

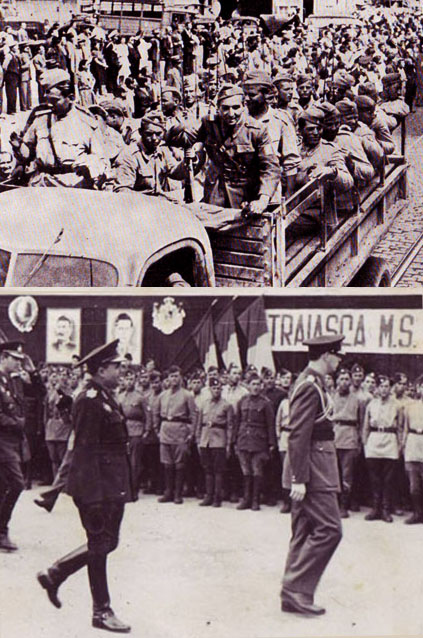
Divizia „Vladimirescu” intrând în București și prezentată regelui Mihai în septembrie 1944.

La 20 octombrie 1944, împreună cu Divizia 1 Infanterie,  Divizia Tudor Vladimirescu a cucerit orașul Debrețin, ceea ce a făcut ca Stalin s-o redenumească ca Divizia Tudor Vladimirescu-Debrețin. În timpul luptelor grele, dintr-un total de 9.562 de oameni în februarie 1944, divizia a scăzut la 4.436 în martie 1945 și a fost retrasă în spatele liniilor sovietice.
Pentru faptele de arme alături de armata U.R.S.S., la 9 februarie 1946 va fi acordată medalia sovietică „Victoria” unui grup de 58 de ofițeri români din această divizie. În anul 1947 a fost parțial motorizată. 
La 30 decembrie 1947, militarii Diviziei „Tudor Vladimirescu” au participat, alături de voluntari comuniști, la lovitura de stat care a răsturnat ordinea constituțională în România, înlocuind Garda Regală de la Palatul Elisabeta, ce fusese arestată.

## Comandanți
- Colonel Nicolae Cambrea (15 noiembrie 1943 - 1 octombrie 1944);
- Colonel Mircea Haupt (2 octombrie 1944 - 30 ianuarie 1945)- fost locțiitor tactic al comandantului;
- Colonel Iacob Teclu (31 ianuarie - 10 martie 1945)- fost șef de Stat Major al Diviziei;
- Colonel Mircea Haupt (11 - 25 martie 1945);
- Colonel Iacob Teclu (între 1945 - 1947).

## Divizia Tudor Vladimirescu după 1947
Divizia a fost transformată în Divizia 1 Blindată în 1947, apoi în Corpul 5 Tancuri, ulterior Corpul 47 Tancuri, pentru ca în final să ia numele de Divizia 37 Mecanizată, care s-a transformat în anul 1957 în Divizia 1 Mecanizată cu trei regimente mecanizate:
- Regimentul 1 mecanizat a avut baza militară peste drum de cimitirul militar Ghencea. În clădirea statului său major funcționează în prezent Clubul Steaua.
- Regimentul 2 mecanizat era pe Șoseaua Olteniței.
- Regimentul 3 mecanizat era dislocat la Caracal in spatele gării Caracal.

La București, statul major al diviziei Tudor Vladimirescu, respectiv al Divizei 1 mecanizate era la strada Răzoare.
Printre comandanții diviziei a fost si colonelul Ion Hortopan ajuns ulterior general și comandant al Comandamentului Infanteriei și Tancurilor si, ulterior, șef al Marelui Stat Major. 
După 1970 au survenit modificări. De exemplu, regimentul 1 s-a retras cu baza militară pe strada Antiaeriană și terenul de instrucție în spatele stadionului Steaua. Tot acolo au fost construite blocuri pentru cazarma regimentului și, mai apoi, pentru comandamentul armatei a 2-a. 
Prin anii 50 în Divizia Tudor Vladimirescu erau încadrați și ofițeri sovietici în calitate de consilieri. Comanda subunităților (batalioane, companii) era dublată de ofițeri politici. După 1956-1957 în divizie au fost încadrați tineri ofițeri cu 3 ani școală militară la Sibiu sau în alte școli.